# NGC 164
NGC 164 è una piccola ed estremamente debole galassia a spirale situata nella costellazione dei Pesci.

## Scoperta
NGC 164 è stata scoperta il 3 agosto 1864 dall'astronomo tedesco Albert Marth.